# VALSHE
VALSHE（バルシェ）は、日本の女性歌手。アーティスト・ネームは、『劇場版名探偵コナン 世紀末の魔術師』の劇中で、聞き間違えたロシア語として出てくるセリフ「バルシェ・ニクカッタベカ」から。声域はアルト。

## 概要
2009年、動画サイトのニコニコ動画に「バルシェ」名義でVOCALOID楽曲を歌った動画を投稿。少年のようなハスキーボイスで人気を博した。
2010年3月、dmARTS（ドワンゴ・ミュージックエンタテインメント）からCDデビュー。このソロアルバム『valuable sheaves』は、動画再生数が100万回を超えた「右肩の蝶」などの人気VOCALOID楽曲カバー、T.M.Revolutionの楽曲カバーと、VOCALOIDプロデューサー兼ボーカリストとして活躍していたminatoがバルシェに書き下ろした曲を収録。そのオリジナル曲はminatoとの共同作詞となっており、2009年8月にminatoのインターネットラジオにゲスト出演したのがきっかけで一緒にオリジナル曲を制作しようと意気投合し、形になったものである。ジャケットイラストは、バルシェの投稿動画のイラストを多く描いていた、イラストレーターの白皙が担当。以降の制作は、VALSHE、サウンドプロデューサーとしてminato、白皙、という3人のユニットが中心に行われる。
2010年9月、名義を「バルシェ」から「VALSHE」に変更して5pb.Recordsよりリリースしたミニアルバム『storyteller』 でメジャーデビュー。minatoによるオリジナル楽曲とdorikoのオリジナル楽曲1曲を収録、1曲を自らが作詞し、4曲を共同作詞した。各楽曲の世界観を描いたイラスト入りブックレットがセットになっている。
2011年4月、ファーストシングル「REVOLT e.p.」 をリリース。同年11月、セカンドシングルとなる「JESTER」　では収録曲「Vessel」の作詞作曲を手がけた。
2011年12月、新たなHPを開設すると同時にOthを立ち上げ、1stフルアルバムとなる『PLAY THE JOKER』 を2012年2月にリリースすることを発表。同年6月に発売した両A面のサードシングル「AFFLICT/Fragment」 の表題曲の1つである「Fragment」は、2012年4月度から9月度の半年間、フジテレビ系列全国ネット『奇跡体験!アンビリバボー』のエンディングテーマとなった。同年12月、レーベルも新たにBeingから4枚目のシングル「4 FELIDS」をリリースすることを発表した。
2013年3月、シングル「4 FELIDS」 をリリース。FELIDSとは猫科の動物の総称で、VALSHEの「トラと表紙を飾りたい」という希望がチームバルシェによって具現化されたもの。4種類の猫科をモチーフに楽曲やイラストやミュージックビデオが制作され、トラ「Tigerish Eyez」（作詞：VALSHE）、黒豹「Leopardess」、ライオン 「ライオンとチョコレート」（作詞：VALSHE）、黒猫 「Shifty Cat」の4曲が収録されている。同年5月、オフィシャルファンクラブ「OVER THE HORIZON」を開設。また、VALSHEとしての初ライブ「LIVE THE JOKER 2013」をファンクラブ会員限定で行うことを発表した。同年7月、5枚目のシングルの表題曲である「BLESSING CARD」 が、テレビ東京系列6局ネット『探検ドリランド -1000年の真宝-』のエンディングテーマとなった。これはVALSHE初のアニメタイアップであるとともに、第18話では一言ではあるが声優として初出演。同年8月9日、初の冠番組『VALSHEのばるとく★RADIO』（アニメイトTV内Webラジオ）がスタートした。同年10月、11月にリリースする6枚目のシングル「Butterfly Core」 が日本テレビ系列全国ネット『名探偵コナン』のオープニングテーマに抜擢された。さらに、この「Butterfly Core」はデビュー以来初の実写ジャケットとなることも合わせて発表され、ジャケットの公開とともに素顔を明かした。同年11月30日、東京・赤坂ACTシアターにおいて、2010年のデビュー以来初のライブとなる「OVER THE HORIZON FIRST CONTACT "LIVE THE JOKER 2013"」を開催。これはファンクラブ会員限定の2部制イベントで、1stフルアルバム「PLAY THE JOKER」の世界観を、ブックレットに登場した衣装や映像演出とともに歌とダンスで表現した。
2014年2月、「Butterfly Core」が、2月12日付の週間USEN HIT J-POP ランキング 1位を獲得。19日には「VALSHEの存在意義、自分が自分である証明」をテーマに全編ノンフィクションの詞で制作したという、セカンドフルアルバム『V.D.』 をリリースした。
2016年はソロ活動を休止し、minatoとのユニット、ViCTiMとしての活動を開始したが、minatoの体調不良により、現在はソロ活動を再開している。
2018年7月号の雑誌JUNONにファッションモデルとして載る。また、KINGLYMASKとVALSHEのコラボTシャツを制作し、発売後すぐに楽天ランキング1位を獲得する。
KINGLYMASKと再びコラボをしVALSHEデザインのパーカーを制作する。2018年9月号の雑誌JUNONに2度目のファッションモデルを務める。
2018年8月19日に8月22日に発売されるアルバムCD｢今生、絢爛につき。｣を記念するライブをピューロランドで行う。

## ディスコグラフィ

### シングル
| 枚   | 発売日         | タイトル                  | 規格品番          | 規格品番          | 規格品番  | 規格品番  | 最高位 |
| 枚   | 発売日         | タイトル                  | 初回限定盤A       | 初回限定盤B       | 通常盤    | Musing盤  | 最高位 |
| ---- | -------------- | ------------------------- | ----------------- | ----------------- | --------- | --------- | ------ |
| 1st  | 2011年4月27日  | REVOLT e.p.               | MHCL-1883         |                   | MHCL-1885 |           | 13位   |
| 2nd  | 2011年7月27日  | JESTER                    | MHCL-1941         | MHCL-1943         | 24位      |           |        |
| 3rd  | 2012年6月27日  | AFFLICT／Fragment         | COCA-3801         | COCA-3802         | COCA-3803 | 16位      |        |
| 4th  | 2013年3月13日  | 4 FELIDS                  | JBCZ-4001         | JBCZ-4002         | JBCZ-4003 | JBCF-1001 | 17位   |
| 5th  | 2013年8月21日  | BLESSING CARD             | JBCZ-4004         |                   | JBCZ-4005 | JBCF-1002 | 30位   |
| 6th  | 2013年11月27日 | Butterfly Core            | JBCZ-4006         | JBCZ-4007         | JBCZ-4008 | JBCF-1003 | 23位   |
| 7th  | 2014年7月16日  | TRANSFORM／merverous road | JBCZ-4009         | JBCZ-4010         | JBCZ-4011 | JBCF-1004 | 13位   |
| 8th  | 2014年9月24日  | TRIP×TRICK                | JBCZ-6009         |                   | JBCZ-6010 |           | 27位   |
| 9th  | 2015年2月4日   | 君への嘘                  | JBCZ-6015         | JBCZ-6016         | JBCZ-4013 | JBCF-1005 | 14位   |
| 10th | 2017年2月8日   | MONTAGE                   | JBCZ-4029         | JBCZ-4030         | JBCZ-4031 | JBCF-1007 | 19位   |
| 11th | 2018年3月21日  | 激情型カフネ/ラピスラズリ | JBCZ-4040         | JBCZ-4041         | JBCZ-4042 |           | 21位   |
| 12th | 2019年5月22日  | 「SYM-BOLIC XXX」         | (WHITE) JBCZ-4048 | (BLACK) JBCZ-4049 | JBCZ-4050 |           | 21位   |
| 13th | 2019年11月20日 | 紅蓮                      | JBCZ-6112         |                   | JBCZ-6113 |           | 23位   |

### 配信限定
|     | 発売日        | タイトル      |
| --- | ------------- | ------------- |
| 1st | 2017年3月14日 | White Prelude |

### アルバム

#### オリジナルアルバム
| 枚  | 発売日        | タイトル        | 規格品番   | 規格品番   | 規格品番                     | 最高位 |
| 枚  | 発売日        | タイトル        | 初回限定盤 | 通常盤     | 直販盤                       | 最高位 |
| --- | ------------- | --------------- | ---------- | ---------- | ---------------------------- | ------ |
| 1st | 2012年2月22日 | PLAY THE JOKER  | COCP-3851  | COCP-3852  |                              | 17位   |
| 2nd | 2014年2月19日 | V.D.            | JBCZ-9004  | JBCZ-9005  |                              | 10位   |
| 3rd | 2017年8月23日 | WONDERFUL CURVE | JBCZ-9057  | JBCZ-9058  | JBCF-9009（Musing盤）        | 16位   |
| 4th | 2020年4月1日  | PRESENT         | JBCZ-9103  | JBCZ-9104  |                              | 35位   |
| 5th | 2025年9月10日 | GASTRONOMY      | COZX-2196  | COCX-42530 | DZCD-10011（初回限定特装盤） |        |

#### ミニアルバム
| 枚  | 発売日         | タイトル                              | 規格品番 | 最高位 |
| --- | -------------- | ------------------------------------- | --- | ------ |
| 1st | 2010年9月23日  | storyteller                           | VGCD-0204 （再発盤：JBCH-2001）                                                                                            | 12位   |
| 2nd | 2014年9月24日  | storyteller II 〜the Age Limits〜     | JBCZ-9012 | 39位   |
| 3rd | 2015年6月24日  | ジツロク・クモノイト                  | JBCF-9004（Musing盤） JBCZ-9014（初回限定盤） JBCZ-9015（通常盤）                                                          | 26位   |
| 4th | 2016年7月27日  | RIOT                                  | JBCF-9007（Musing盤） JBCZ-9027（初回限定盤） JBCZ-9028（通常盤）                                                          | 18位   |
| 5th | 2018年8月22日  | 今生、絢爛につき。                    | JBCF-9010（Musing盤） JBCZ-9082（初回限定版） JBCZ-9083（通常版）                                                          | 22位   |
| 6th | 2021年12月22日 | ISM                                   | JBCZ-9125（初回限定版） JBCZ-9126（通常版）                                                                                | 55位   |
| 7th | 2023年3月1日   | SAGAS                                 | JBCZ-9138（ARD-アルド-盤(完全生産限定盤)） JBCZ-9139（SHAMS-シャムス-盤(初回限定盤)） JBCZ-9140（QAMAR-カマル-盤(通常盤)） | TBA    |
| 8th | 2024年9月18日  | storyteller III 〜THE SCARY STORIES〜 | COCX-42354（通常盤） DZCD-10001（完全受注生産盤）                                                                          |        |

#### カバーアルバム
| 枚  | 発売日        | タイトル         | 規格品番                                                                         | 最高位 |
| --- | ------------- | ---------------- | -------------------------------------------------------------------------------- | ------ |
| 1st | 2010年3月24日 | valuable sheaves | DPCA-1003                                                                        | 12位   |
| 2nd | 2025年7月9日  | REDESIGN         | DZCD-10007（初回生産限定盤A） DZCD-10008（初回生産限定盤B） DZCD-10009（通常盤） |        |

#### ベストアルバム
| 枚  | 発売日         | タイトル                      | 規格品番                                                          | 最高位 |
| --- | -------------- | ----------------------------- | ----------------------------------------------------------------- | ------ |
| 1st | 2015年9月23日  | DISPLAY -Now & Best-          | JBCF-9006（Musing盤） JBCZ-9019（初回限定盤） JBCZ-9020（通常盤） | 9位    |
| 2nd | 2020年11月25日 | UNIFY -10th Anniversary BEST- | JBCZ-9108～9109（初回限定盤） JBCZ-9110～9111（通常盤）           | 36位   |

### 映像作品
| 枚  | 発売日        | タイトル                                                     | 規格品番                                                         | 最高位 |
| --- | ------------- | ------------------------------------------------------------ | ---------------------------------------------------------------- | ------ |
| 1st | 2015年4月22日 | VALSHE LIVE THE TRIP 2014～Lost my IDENTITY～                | JBBZ-5001~5002 JBBF-5001~5002（Musing盤）                        | 18位   |
| 2nd | 2016年3月30日 | VALSHE LIVE THE ROCK!!2015～BEST DISPLAY fou YOU～           | JBBZ-5003~5004 JBBF-5003~5006（Musing盤） JBBF-5007~5010（FC盤） | 20位   |
| 3rd | 2017年4月26日 | VALSHE LIVE TOUR 2016｢EMERGENCY CODE:RIOT｣                   | JBBZ-5005~5006 JBBF-5013~5014（Musing盤）                        | 36位   |
| 4th | 2018年5月30日 | VALSHE LIVE TOUR 2017｢WONDER BALANZA｣                        | JBBZ-5009~5010 JBBF-5015~5016(Musing盤)                          | 51位   |
| 5th | 2019年1月30日 | VALSHE LIVE TOUR 2018｢YAKUMO｣                                | JBBZ-5013~5014 JBBF-5017~5018（Musing盤）                        | 52位   |
| 6th | 2025年3月14日 | VALSHE CONCEPT LIVE「storyteller III ～THE SCARY STORIES～」 | DZXD-10002（完全受注生産盤） DZXD-10006（通常盤）                |        |

### 参加作品
1. doriko 10th anniversary tribute(2017年8月30日)　収録:飴か夢

### タイアップ一覧
| 楽曲                  | タイアップ                                                                          | 時期   |
| --------------------- | ----------------------------------------------------------------------------------- | ------ |
| Collar                | TOKYO MX『明坂聡美の「明けテレ」』エンディングテーマ                                | 2011年 |
| Collar                | アパレルブランド「Deorart」2011春テーマソング                                       | 2011年 |
| JESTER                | PSP用ソフト『官能昔話』テーマソング                                                 | 2011年 |
| Another Sky           | Xbox 360用ソフト『Ever17』グランドエンディングテーマ                                | 2011年 |
| Fragment              | フジテレビ系『奇跡体験!アンビリバボー』エンディングテーマ                           | 2012年 |
| BLESSING CARD         | テレビアニメ『探検ドリランド -1000年の真宝-』エンディングテーマ                     | 2013年 |
| Butterfly Core        | テレビアニメ『名探偵コナン』37代目オープニングテーマ                                | 2013年 |
| marvelous road        | ゲーム『WRITERZ』テーマソング                                                       | 2014年 |
| TRIP×TRICK            | TBS系『COUNT DOWN TV』エンディングテーマ                                            | 2014年 |
| 君への嘘              | テレビアニメ『名探偵コナン』49代目エンディングテーマ                                | 2015年 |
| MONTAGE               | テレビアニメ『信長の忍び』主題歌                                                    | 2017年 |
| ラピスラズリ          | PC用ソフト『マジェスティック☆マジョリカル』エンディングテーマ                       | 2018年 |
| 激情型カフネ          | TBS系『オー!!マイ神様!!』3月度エンディングテーマ                                    | 2018年 |
| 追想の理              | テレビアニメ『信長の忍び』主題歌                                                    | 2018年 |
| 今生、絢爛につき。    | ニコニコ生放送『オーイシ×加藤のニコ生☆音楽王』8月度オープニングテーマ               | 2018年 |
| SYM-BOLIC XXX         | TBS系『有田ジェネレーション』5月度エンディングテーマ                                | 2019年 |
| ACE of WING           | テレビ朝日系『musicるTV』 4月度エンディングテーマ                                   | 2020年 |
| 浪漫主義              | 文化放送『WA-GEI』プロジェクト基幹番組『矢野・小南 絵物語WA-GEI』エンディングテーマ | 2021年 |
| doctus-7.8.6.9-       | 舞台『Wizards Storia -Initiumu-』テーマソング                                       | 2021年 |
| ショック THE ワールド | テレビアニメ『お昼のショッカーさん』テーマソング                                    | 2022年 |

## 主な出演

### テレビアニメ
- 信長の忍び（2016年 - 、TOKYO MX ほか） - 服部半蔵 役[21]

### ラジオ
- VALSHEのばるとく★RADIO（アニメイトTV：2013年8月9日 - 2015年4月11日）[23]
- VALSHEの大魔王討伐！（2014年4月 - 9月　FM NACK5「The Nutty Radio Show おに魂」水曜に内包）

### 舞台
- ピオフィオーレの晩鐘～運命の白百合～（2019年10月23日 - 10月27日、シアターサンモール） - エミリオ 役
- Wizards Storia -Initiumu-（2021年12月2日 ‐ 12月5日、六行会ホール） - クライヴ役
- Wizards Storia -luceat-（2022年4月28日 ‐ 5月1日、DDD青山クロスシアター） - クライヴ役
- Wizards Storia -cadere-（2022年12月22日 ‐ 12月26日、羽生市産業文化ホール） - クライヴ役

### ゲーム
- ファイアーエムブレムif（2015年6月25日、ニンテンドー3DS） - ツクヨミ 役[24]
- ファイアーエムブレム ヒーローズ（2024年4月15日、iOS / Android） - ツクヨミ 役[25]

### アプリ
- WRITERZ（2014年7月9日、iOS/Androidアプリ）- 氷見空人 役
- トリックスター 召喚士になりたい（2016年5月24日、iOS/Androidアプリ）- アダル 役
- 無人戦争2099(2017年9月14日、iOS/Androidアプリ) - アレクセイ・ラージン 役